# Godless Americans March on Washington

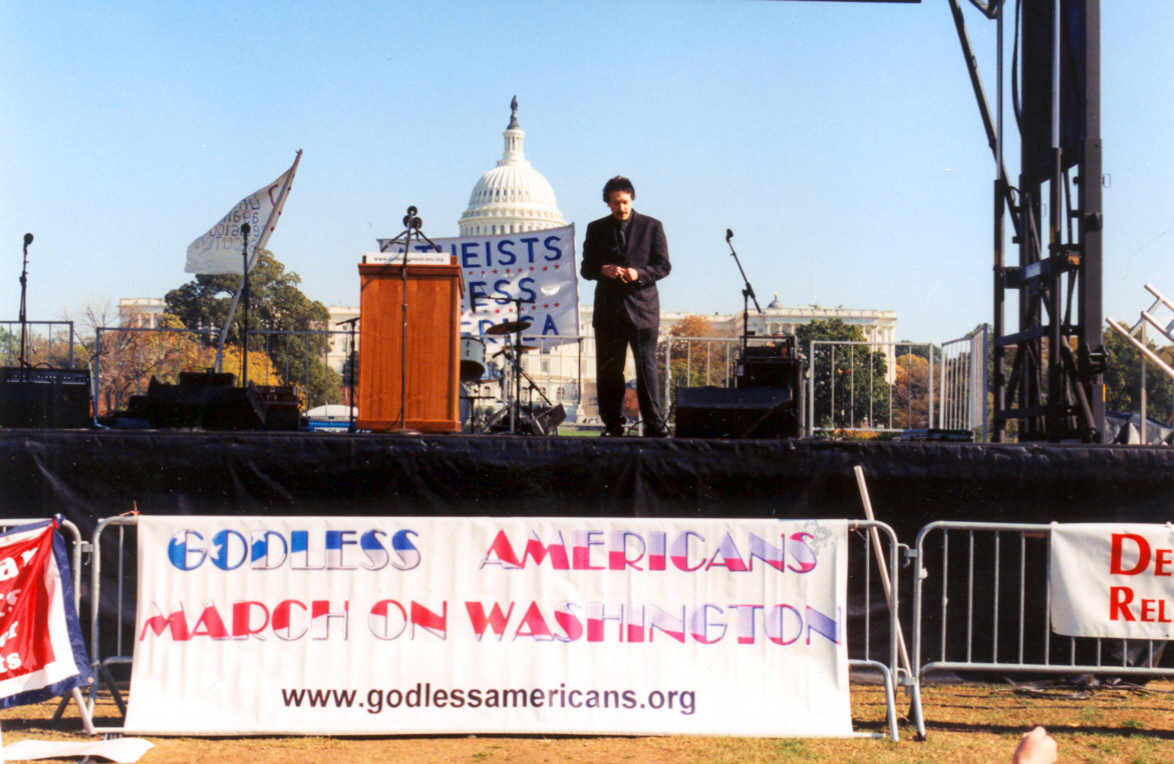
le mouvement GAMOW devant la maison blanche en 2002

La Godless Americans March on Washington (en abrégé GAMOW, en français Marche des Américains Sans Dieu à Washington) est une manifestation qui s'est déroulée le 2 novembre 2002 au National Mall de Washington, D.C..
Rassemblant des athées, libres-penseurs, agnostiques et humanistes de tous les États-Unis d'Amérique, elle fut l'une des premières manifestations du genre, ouvrant la voie à des manifestations de grande ampleur telles que le Reason Rally de 2012. 
L'évènement fut suivi et filmé par la chaîne nationale C-SPAN.

## Discours
La manifestation fut ponctuée par des discours, tenus notamment par l'éditeur du magazine American Atheist Frank Zindler, par Margaret Downey qui était alors directrice de la Freethought Society of Greater Philadelphia et par Ed Buckner, directeur du Council for Secular Humanism. Les discours ont porté sur le théisme, l'athéisme, et sur des thèmes liés à ces sujets. 

## Suite de la manifestation
Les différentes organisations athées ont considéré la marche comme un succès sans précédent ,,, et, à la suite de l'évènement, les dirigeants de trois organisations athées - Atheist Alliance International, l'Institute for Humanist Studies, et les Internet Infidels - ont fondé la Secular Coalition for America.